# La cagaste... Burt Lancaster
La cagaste... Burt Lancaster és el nom del segon àlbum que tragueren al mercat els Hombres G. El llançament es produí l'any 1986.

## Llistat de cançons
1. Visite nuestro bar
2. Indiana
3. En la playa
4. Un par de palabras
5. Te quiero
6. Marta tiene un marcapasos
7. El ataque de las chicas cocodrilo
8. Él es... Rita la cantaora
9. Dos imanes
10. La carretera